# Cá sơn bắp đuôi chấm
Cá sơn bắp đuôi chấm, tên khoa học Apogon amboinensis, là một loài cá trong họ Apogonidae.
 Chúng được Pieter Bleeker mô tả lần đầu tiên vào năm 1853.